# Mira Nair

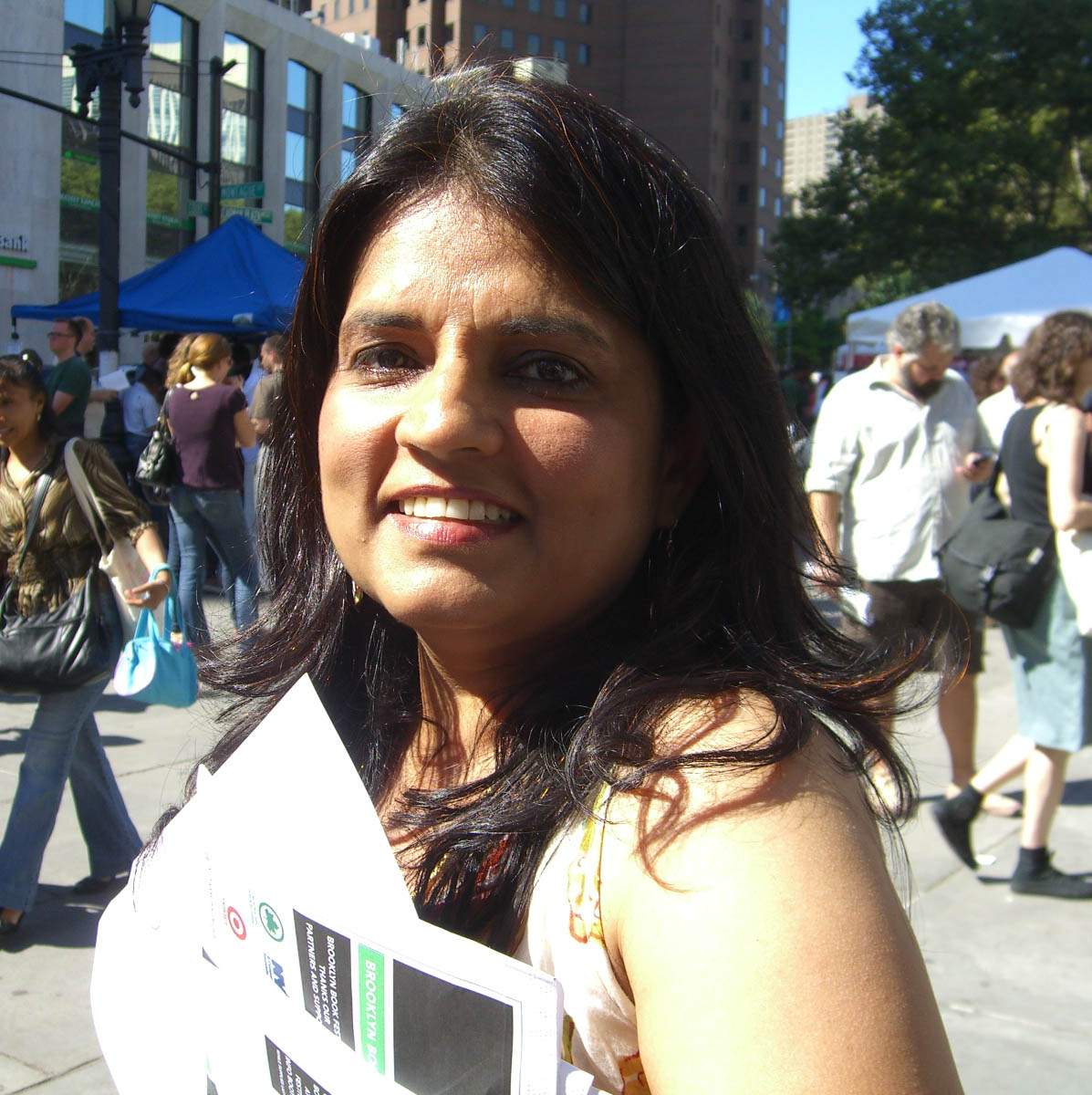
Mira Nair

Mira Nair (n. 15 octombrie 1957, Orissa, India) este o regizoare de film indiană stabilită la New York. 

## Biografie
Studiază sociologia la Universitatea Harvard, în 1976. S-a specializat în Studii Vizuale și de Mediu, cu accent pe realizarea de film documentar, și a absolvit în 1979.
Printre filmele sale se numără Kama Sutra: A Tale of Love ; Mississippi Masala ; The Namesake ; Monsoon Wedding, câștigător al Leului de Aur ; și Salaam Bombay!, care a primit nominalizări la Premiul Oscar pentru cel mai bun film străin și la Premiul BAFTA pentru cel mai bun film în limba engleză. 
Continuă cu regizarea altor filme importante, Bâlciul deșertăciunilor  (ecranizare a romanului omonim de William Makepeace Thackeray, 2004) și Amelia (film biografic despre Amelia Earhart, jucată de Hilary Swank, film în care mai joacă și Richard Gere, 2009).
Mira Nair a lucrat cu regizori legendari precum Richard Leacock și D.A. Penebaker. Opera ei este inspirată de bogata paletă hollywoodiană, dar nu se sfiește nici de comentariile politice, rasiale, sexuale sau despre diferențele de clasă socială. Personajele sale feminine, independente, neînfricate, sunt în centrul atenției în aceste drame ușor comice.
Este numită președintă a juriului Festivalului de la Berlin, în anul 2002.

## Filme regizate
- Salaam Bombay! (1988)
- Mississippi Masala (1991)
- Capriciile destinului (1995)
- Kama Sutra: O poveste de iubire (1996)
- Monsoon Wedding (2001)
- Dragoste oarbă (2002)
- 11 povești pentru 11 septembrie (2002)
- Bâlciul deșertăciunilor (2004)
- The Namesake (2006)
- New York, te iubesc (2008)
- 8 (2008)
- Amelia (2009)
- Fundamentalistul (2012)
- Vorbind cu zeii (2014)
- Regina din Katwe (2016)